# Guapi (kommun)
Guapi är en kommun i Colombia.   Den ligger i departementet Cauca, i den västra delen av landet, 500 km sydväst om huvudstaden Bogotá. Antalet invånare är 28 663. Arean är 2 681 kvadratkilometer.
Terrängen i Guapi är platt åt nordväst, men åt sydost är den bergig.